# 5-MeO-DMT
5-MeO-DMT (IUPAC-naam: 5-methoxy-N,N-dimethyltryptamine) is een krachtig psychedelisch tryptamine. Het komt voor in een groot aantal planten, Europese paddenstoelen en paddensoorten (productie in de coloradopad (Bufo alvarius) door O-methylering van 5-OH-DMT), en is sterk verwant aan de stof DMT. Het wordt waarschijnlijk al duizenden jaren gebruikt als entheogeen middel door Zuid-Amerikaanse sjamanen. Tryptamines zoals DMT en 5-MeO-DMT spelen mogelijk een rol in de etiologie van schizofrenie.

## Hallucinogenen[8]
Hallucinogenen zijn psychotrope verbindingen, die een sterke invloed hebben op het waarnemingsvermogen en humeur van organismen. Ze worden gezien als relatief veilig, omdat ze geen verslaving veroorzaken. Binnen de term hallucinogeen kunnen twee structurele groepen worden onderscheiden, de tryptamines en de fenylethylamines (bijvoorbeeld mescaline). De tryptamines zijn weer onder te verdelen in flexibele tryptamines, zoals DMT, 5-methoxy-DMT en psilocybine (pro-drug van psilocine) en de starre ergolines zoals LSD.

## Geschiedenis[9]
- Late 8e eeuw

Op een begraafplaats in Noord-Chili werd een tas gevonden met daarin snuifaccessoires en snuifrestanten die DMT, bufotenine en 5-MeO-DMT bevatten. Andere begraafplaatsen bevatten ook Anadenanthera Peregrina-zaden.
- 1496

Frater Ramon Pane beschreef het gebruik van een psychoactieve snuif genaamd cohoba/yopo onder de Taíno. Tegenwoordig is men het er over eens dat cohoba/yopo bijna zeker gemaakt was van Anadenanthera peregrina, een boom die DMT, bufotenine en 5-MeO-DMT bevat.
- 16e - 19e eeuw

Cohoba-snuif van de Anadenanthera peregrina werd gebruikt door autochtone bewoners van Colombia en omliggende gebieden.
- 1560

Indianen die langs de Rio Guaviare in Colombia wonen gebruikten Yopo samen met tabak.
- 1936

5-MeO-DMT werd voor het eerst gesynthetiseerd.
- 1959

5-MeO-DMT werd voor het eerst geïdentificeerd als een natuurlijk bestanddeel. Het werd gevonden in de plant Dictyloma incanescens.
- 1968

5-Meo-DMT werd gevonden in het gif van de paddensoort Incilius alvarius.
- 1971-1987

Vanaf ongeveer 1971 tot en met de late jaren '80 werd 5-MeO-DMT gebruikt door de leden van de Church of the Tree of Life. Na 1987 begon de binnenste kring hun sacramenten ook te verdelen onder sommige religieuze groeperingen.
- 1979-1990

5-MeO-DMT begint ook gebruikt te worden als recreatief middel. Het rauwe materiaal is echter schaars en moeilijk om te verkrijgen. Het roken van het gif van Incilius alvarius en geringe beschikbaarheid van peterselie onder de Church of the Tree of Life waren waarschijnlijk de meest gebruikelijke vorm van 5-MeO-DMT gebruik in de Verenigde Staten in die periode.
- 1992

5-MeO-DMT komt algemeen beschikbaar door postorder.

## Synthese[10]
5-MeO-DMT wordt bereid door een oplossing te maken van 1,0 gram bromidezout in 40 milliliter methanol. Dit wordt met 40 milliliter (33%) dimethylamine-oplossing in een afgesloten roervat voor 15 uur verhit. Daarna wordt het reactiemengsel gemengd met een overmaat zoutzuur en daarna gewassen met di-ethylether. De zure laag wordt vervolgens gedroogd op kaliumcarbonaat. Na het afdampen van de ether wordt het residu onder vacuüm gedestilleerd. De fractie die kookt bij 208-210 °C wordt opgevangen. Vervolgens kunnen kleurloze kristallen worden verkregen uit het ether-petroleumethermengsel.

## Metabolisme

### Metabolieten en metabole paden
De enige onderzoeken naar de metabole wegen van 5-MeO-DMT zijn uitgevoerd bij ratten (Sprague-Dawley). De metabole routes omvatten onder andere oxidatieve deaminering, N-demethylering, O-demethylering en N-oxidering. Uit onderzoek blijkt dat 5-MeO-DMT voor ruim de helft (54%) wordt omgezet in 5-methoxyindoolazijnzuur (via N-demethylering en deaminering). De rest van de gevonden metabolieten zijn het gevolg van eerst O-demethylering van 5-MeO-DMT naar bufotenine, dat gedeeltelijke verdere biochemische transformaties ondergaat naar 5-hydroxyindoolazijnzuur (14%) (via N-demethylering en deaminering) en bufotenineglucuronide (23%) (via conjugatie). De metabolieten werden gevonden in de urine en ontlasting. Onderstaande figuur biedt een grafische weergave van de metabolieten:

### Halfwaardetijden[12]
De volgende halfwaardetijden zijn bepaald na onderzoek bij ratten die intraperitoneaal 5-MeO-DMT toegediend hadden gekregen.
| Weefsel  | Halfwaardetijd (min) |
| -------- | -------------------- |
| Hersenen | 6,0                  |
| Lever    | 13,6                 |
| Nier     | 8,5                  |
| Bijnier  | 16,0                 |
| Bloed    | 6,4                  |

## Werkingsmechanismen

### Serotonine-(5-HT)-receptor
Sinds 1968, toen ontdekt werd dat LSD werkt als agonist op de serotonine-receptoren in het centraal zenuwstelsel, zijn verschillende onderzoeken uitgevoerd naar de toename van serotonine in de hersenen, door het gebruik van hallucinogenen als DMT en 5-MeO-DMT. 5-MeO-DMT kan de concentratie serotonine in de hersenen toe laten nemen door binding aan de serotonine-receptoren, waardoor de binding met serotonine geremd wordt, en daar meer vrij van aanwezig blijft. Daarnaast voorkomt 5-MeO-DMT het vrijkomen van meer serotonine door remming van de 5-HT-neuronen van de raphekernen in de hersenstam
Enkele jaren later, in 1987, werd ontdekt dat de remming van de 5-HT-neuronen teweeg wordt gebracht door stimulering van de 5-HT1a-receptoren. Al met al kan geconcludeerd worden dat 5-MeO-DMT een 5-HT1a-5-HT2-agonist is.
DMT is een van de sterkste visueel actieve hallucinogenen. Aangezien 5-MeO-DMT een ongeveer vijf keer zo grote affiniteit heeft voor de 5-HT2a-receptoren, zou 5-MeO-DMT ook een sterke visuele activiteit moeten hebben. Deze activiteit ontbreekt echter. Dit kan verklaard worden door, enerzijds een tegengestelde werking van 5-MeO-DMT op de 5-HT1a-receptoren en anderzijds doordat de trace amine associated-receptor (TAAR) wellicht een veel grotere rol speelt in de binding (en natuurlijke aanwezigheid) van 5-MeO-DMT dan de 5-HT-receptoren.

### Trace amine associated-receptor (TAAR)
DMT, bufotenine en 5-MeO-DMT zijn lichaamseigen stoffen. In 2001 is de trace amine associated-receptor-familie ontdekt. Meerdere hallucinogenen, onder andere DMT, zijn actief op deze receptorplek. Deze ontdekking steunt de aanname in recentelijk onderzoek dat deze lichaamseigen stoffen voorkomen in ons lichaam als neurotransmitters van de TAAR. Waarschijnlijk spelen de TAAR een rol in verschillende zenuwprocessen. Genetische studies hebben veranderingen in het TAAR-gen geassocieerd met schizofrenie en andere aandoeningen van het centraal zenuwstelsel, zoals bipolaire stoornis. Aanvullend
onderzoek heeft bewezen dat een specifieke mutatie in het gen TRAR4 van de TAAR6 (voorheen TAAR4) het meest correleert met de waan en hallucinogene symptomen van schizofrenie.

## Verder onderzoek
Als 5-MeO-DMT gezien wordt als endogeen hallucinogeen, is het waarschijnlijk dat het werkt als neurotransmitter van het centraal zenuwstelsel in plaats van als hormoon. Als transmitter van het centraal zenuwstelsel zou de activiteit en hoeveelheid van 5-MeO-DMT gereguleerd worden. Zodra deze regulatie ontbreekt of verstoord raakt, zal dit resulteren in psychoses en andere wijzigingen in bewustzijn. Een antagonist van de TAARs zou dan een nieuw onderzoeksveld voor de farmacologie vormen om psychotische stoornissen te behandelen.

## Effecten
5-MeO-DMT is net zoals DMT niet oraal actief. Hoewel DMT oraal actief gemaakt kan worden door het te nemen in combinatie met monoamine-oxidaseremmers, zou dit bij 5-MeO-DMT gevaarlijke fysieke reacties kunnen uitlokken.

### Gerookt[21]
| Positief                                                         | Neutraal                                              | Negatief |
| ---------------------------------------------------------------- | ----------------------------------------------------- | --- |
| Korte duur                                                       | Verandering in begrip van tijd                        | Extreem intense ervaringen |
| Meeslepende ervaringen                                           | Ervaring van leegte                                   | Moeilijk om over de longen te roken |
| Krachtige en haastige sensatie                                   | Ontbreken van herinnering aan de ervaring             | Moeite om dingen te relativeren |
| Radicale verandering van perspectief                             | Spierspasmen, luidruchtigheid                         | Angst, ontzetting en paniek |
| Diepe levensveranderende spirituele ervaringen                   | Bewusteloosheid, niet reageren gedurende 5-20 minuten | Dysforie (slechte gevoelens) |
| Sommige mensen ervaren verhoogde erotische of sensuele gevoelens | Dissociatie                                           | Snelle aanvang van de werking en de intensiteit kan tot problemen leiden bij slechte voorbereiding (pijp laten vallen, dingen kapotslaan, vallen en hoofd stoten) |
| Incidentele euforie                                              | -                                                     | - |
| Illusies                                                         | -                                                     | - |

### Gesnoven[21]
| Positief                                                         | Neutraal                       | Negatief                                                          |
| ---------------------------------------------------------------- | ------------------------------ | ----------------------------------------------------------------- |
| Geleidelijke aanvang van de werking                              | Verandering in begrip van tijd | Extreem intense ervaringen                                        |
| Meeslepende ervaringen                                           | Ervaring van leegte            | Druipneus                                                         |
| Minder intens                                                    | -                              | Moeite om dingen te relativeren                                   |
| Radicale verandering van perspectief                             | -                              | Angst, ontzetting en paniek                                       |
| Diepe levensveranderende spirituele ervaringen                   | -                              | Dysforie (slechte gevoelens)                                      |
| Sommige mensen ervaren verhoogde erotische of sensuele gevoelens | -                              | De intensiteit kan tot problemen leiden bij slechte voorbereiding |
| Incidentele euforie                                              | -                              | Misselijkheid, braken                                             |

De uitwerkingen van 5-MeO-DMT kunnen heel erg verschillen van persoon tot persoon en van ervaring tot ervaring. Het type effect en de mate van optreden van het effect hangt af van veel verschillende factoren, zoals leeftijd, geslacht, fysieke gezondheid en dosis (een hogere dosis kan een heel andere uitwerking hebben bij dezelfde persoon, dan het versterken van de werking van een lage dosis). Daarnaast kunnen de effecten ook afhangen van de verwachtingen van de gebruiker en de omgeving("setting") waarin deze zich bevindt.

### Werkingsduur[21]
| Gerookt         | Duur      |  | Gesnoven        | Duur      |
| --------------- | --------- |  | --------------- | --------- |
| Totale duur     | 5-20 min  |  | Totale duur     | -         |
| Aanvang werking | 0-1 min   |  | Aanvang werking | 1-5 min   |
| Toename werking | 0-30 s    |  | Toename werking | 1-5 min   |
| Plateau         | 3-15 min  |  | Plateau         | 10-40 min |
| Afname werking  | 3-5 min   |  | Afname werking  | 30-60 min |
| Nawerkingen     | 15-60 min |  | Nawerkingen     | 1-3 uur   |

## Toxiciteit en veiligheid
Er is tot op heden weinig gekend over de toxiciteit van 5-MeO-DMT. Gebruikers rapporteren dat combinatie van 5-MeO-DMT met MAO-remmers sterke fysieke reacties reacties uitlokt. Aan deze combinatie is bovendien één sterftegeval gelinkt.
Los hiervan kan gebruik van 5-MeO-DMT onder andere leiden tot vallen of bewusteloosheid. Het vallen kan leiden tot lichamelijk letsel zoals kneuzingen, wonden of een hersenschudding. Bij bewusteloosheid is er het gevaar van het inslikken van de eigen tong of het stikken in eigen braaksel.

## Legaliteit
Op lijst 1 van de Opiumwet staan verschillende tryptamines, onder andere DET en DMT. 5-MeO-DMT is in Nederland ongereguleerd, echter er wordt verondersteld dat dit bij de Nederlandse wet verboden is, daar ook aanverwante esters en ethers van de stoffen op lijst 1 van de opiumwet verboden zijn. 5-MeO-DMT van de coloradopad (Bufo alvarius) kan namelijk gezien worden als de ether van bufotenine. Specifiek kan 5-MeO-DMT benoemd worden als bufoteninemethylether· O-methylbufotenine · OMB. In andere landen zoals Denemarken, Duitsland, Griekenland, Zweden en Groot-Brittannië is het gebruik, bezit en synthetiseren van 5-MeO-DMT ook aan banden gelegd. Internationaal gezien heeft de UNODC nog geen beleid.